# Саламин (Кипр)
Салами́н, также Саламис (греч. Σαλαμίς), — самый большой и укреплённый из полисов эллинистического Кипра. Находился на восточном берегу острова, в 6 км к северу от современной Фамагусты. Обширные развалины города вскрыты археологическими раскопками 1952—1974 годов. Неподалёку расположен не действующий с 1976 года монастырь святого Варнавы.

## История
По греческой легенде, город был основан после Троянской войны сыном Теламона, лучником Тевкром, родиной которого был Саламин у берегов Аттики. Он имел прекрасную гавань, которая могла вместить целый флот. Через него шла вся торговля Кипра с Египтом, Финикией и Киликией. В V—IV вв до н. э. известны цари Абдемон и Эвагор. Политическое значение города было столь велико, что с завоеванием города во власть завоевателя переходил весь остров. В V веке правители Саламина принимали участие в борьбе греков с персами, подчинившими Ближний Восток. Царь Онесил возглавил киприотов во время ионийского восстания в 499—498 годах до н. э. В начале IV века до н. э. царь Эвагор на три десятилетия подчинил своей власти весь Кипр. В 306 г. до н. э. Деметрий Полиоркет разбил под Саламином египетский флот Птолемеев.
Упадок Саламина начался при Траяне, во время восстания евреев, уничтоживших значительную часть города. Столичные функции стал выполнять Пафос. Особенно же пострадал Саламин при Константине от землетрясения, разрушившего весь город и уничтожившего почти всё население его. Его сын Констанций восстановил Саламин из руин, дав городу своё имя — Констанция. Саламин вновь стал столицей острова. Город являлся и центром Кипрской церкви, основанной апостолом Варнавой и достигшей наивысшего блеска при епископе Епифании. Разрушение Саламина довершили арабы во главе с Муавией; после их нападения оставшиеся жители переселились в Фамагусту.

### Цари Саламина
- 579/60—525 гг. до н. э. Эвелтон
- 525—? гг. до н. э. Сиром
- (515) гг. до н. э. Херс
- 500—499 гг. до н. э. Горг
- 499—498 гг. до н. э. Онесил
- 498—480 гг. до н. э. Горг (2-й раз)
- 480—465 гг. до н. э. Филаон
- 465—450 гг. до н. э. Никодем
- ?—? гг. до н. э. Лакхарид
- (450) гг. до н. э. Эвент
- ?—? гг. до н. э. Десконегут[источник не указан 1682 дня]
- 415—411/10 гг. до н. э. Абдемон
- 411/10—374 гг. до н. э. Эвагор I Тевкрид
- 374—368 гг. до н. э. Никокл
- 368—351 гг. до н. э. Эвагор II Тевкрид
- 351—332 гг. до н. э. Пнитагор
- 331—310/9 гг. до н. э. Никокреон
- 310/9—306 гг. до н. э. Менелай Лагид

## Современное состояние

### Руины Саламина
Раскопки на территории древнего Саламина были начаты в XIX веке, а главные археологические объекты были открыты в 1952—1974 годах. В настоящее время руины Саламина — археологический музей под открытым небом. Основные сооружения археологического комплекса относятся к римскому и раннехристианскому времени.

#### Гимнасий

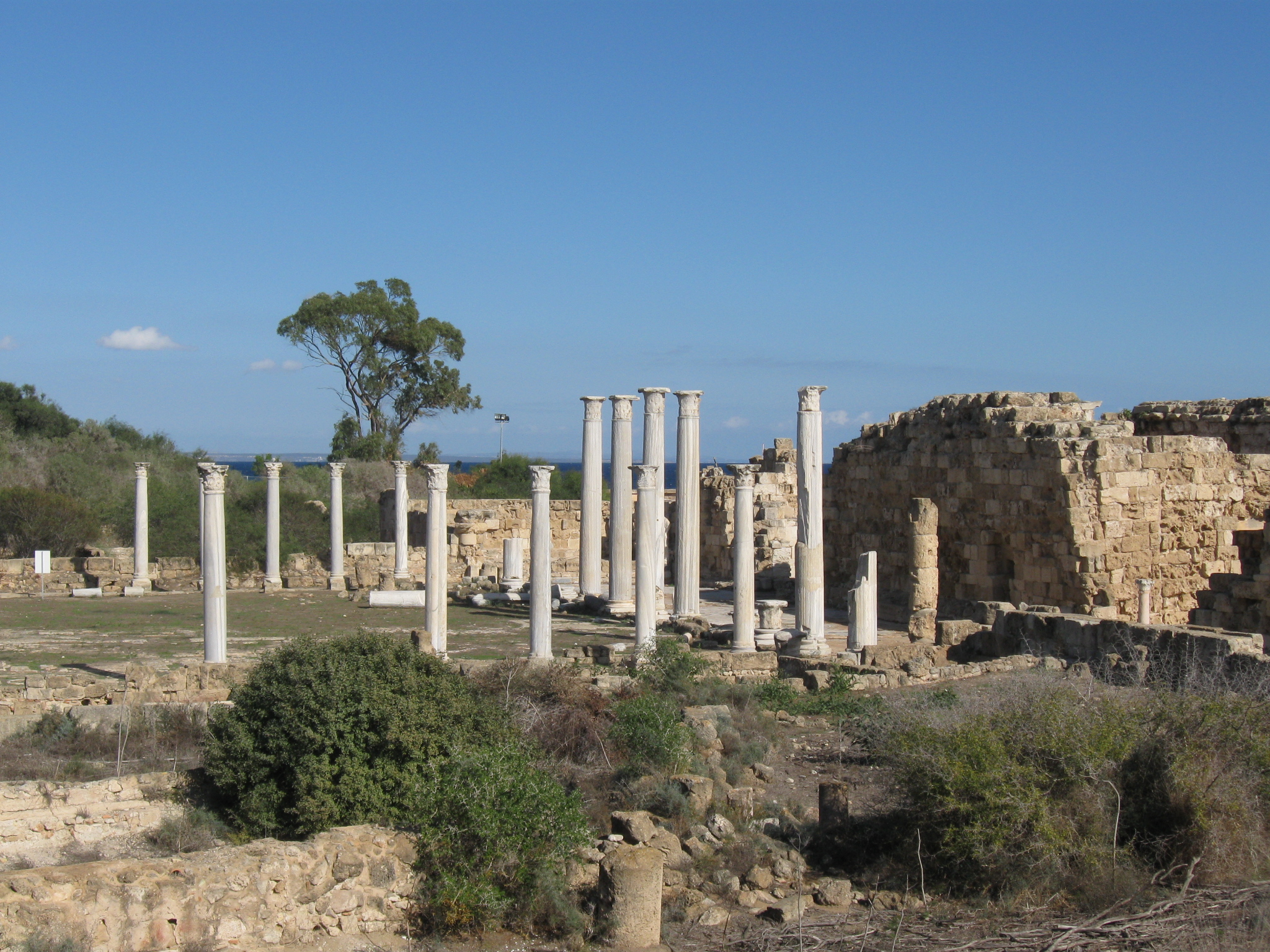
Руины гимнасия (терм). Вид с юго-запада

Крупнейшее сооружение древнего Саламина — гимнасий — располагается в северной части археологического комплекса. Дошли до наших дней остатки окружённого колоннами двора палестры с хорошо сохранившимся полукруглым зданием бывшей уборной II века н. э.
Первое здание гимнасия было построено на этом месте в эллинистический период; оно не сохранилось. В начале I века н. э. при Августе было построено новое здание с большим восточным портиком и колоннадой, а также окружённой каменными колонами палестрой. Полуразрушенные портики палестры имели сводчатое перекрытие, поддерживаемое каменными арками. Вход в палестру располагался в центре южного портика. В центре палестры была установлена, вероятно, колонна со статуей императора, от которой сохранился лишь ступенчатый подиум из серого мрамора. В палестре частично сохранились фрагменты ранневизантийской вымостки с простыми геометрическими узорами.
Восточный портик имел отличный от остальных вид: он был более широкий, не имел сводчатого перекрытия, а его колонны были каннелированы. Колонны, заимствованные строителями из античных зданий, были полностью восстановлены в 1952—1953 годах.
Вдоль стен портика установлены найденные при раскопках мраморные статуи; это преимущественно копии с римских и греческих оригиналов. После землетрясений IV века н. э. каменные колонны были заменены ныне существующими мраморными.
Примерно в это же время сооружение было перестроено в термы. У обоих концов восточного портика находились появились открытые помещения помещения с бассейнами. С юга к портику примыкает большой прямоугольный бассейн, окружённый коринфской колоннадой. У северного конца портика находится бассейн меньшего размера, до реконструкции IV века н. э. имевший круглую форму.

#### Термы
К восточному портику примыкает хорошо сохранившееся здание терм. Из прихожих — симметричных помещений с восьмигранными бассейнами посередине — можно попасть в большое помещение бывшей парильни (судатория). Под мраморным полом помещений, названного археологами «западным залом», находилась обогревательная система (гипокауст): между мраморных столбиков полом циркулировал горячий воздух, подававшийся из помещения с обогревательными печами. Под тяжестью рухнувшего свода центральная часть пола судатория провалилась, что позволяет детально изучить устройство обогревательной системы. Восточнее судатория находятся главные помещения терм. Это три расположенных перпендикулярных фасаду больших зала, завершающихся полукруглыми апсидами. Построены они были ещё в римское время. Боковые залы являлись судаториями, а центральный служил кальдарием (горячим помещением). В северной части терм находилось топочное помещение, из которого горячий воздух подавался в гипокаусты. В стенных нишах главных помещений терм до перестройки здания в IV веке н. э. находились мозаики. Некоторые из мозаик были найдены при раскопках в южном зале. Одна из них, с широкой полосой орнамента из перевитых лент вдоль прямоугольной рамы, изображает речного бога Эврота. В другой нише обнаружена мозаика с изображением Ниобид, гибнущих от стрел Аполлона и Артемиды. Стены залов были украшены и фресками, почти не сохранившимися.

#### Театр

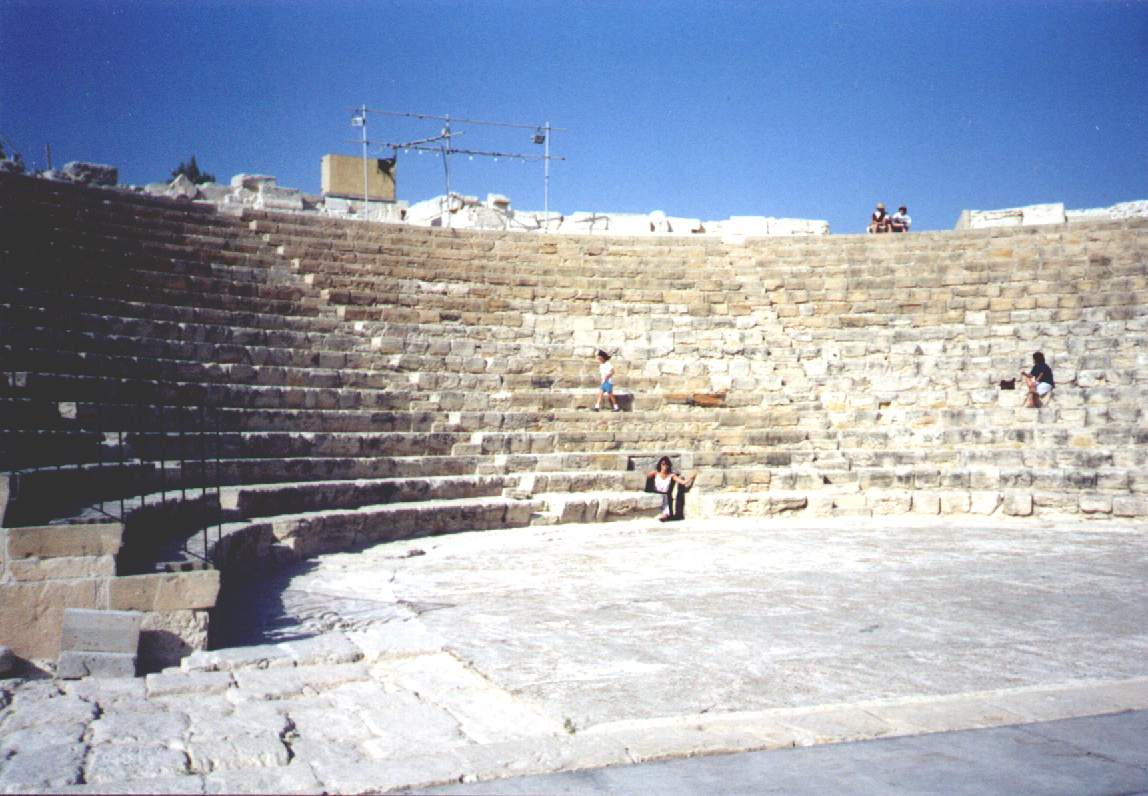
Древнегреческий театр

Другое примечательное сооружение — руины античного театра, вмещавшего 15 тысяч зрителей. Театр — один из самых больших в Восточном Средиземноморье — был построен в августовскую эпоху, в I веке н. э. Он имеет 50 рядов, а диаметр его орхестры составляет 27 м. В отличие от многих сооружений аналогичного назначения, театр в Саламине был построен не на склоне холма, а на ровной площадке. Театрон (места для зрителей) подпирали мощные стены, нижние части которых в основном сохранились. Внутренние части стен заполнены мелким необработанным камнем (бутом), а наружные контуры сложены блоками песчаника. Высота внешних стен — более 20 м, радиальные же стены, на которых располагался театрон, имели меньшую высоту. На середине расстояния от театрона до схены был устроен вымощенный каменными плитами проход. Широкие проходы между театроном и схеном вели к орхестре. Восемь радиальных лестниц разделяли театрон на девять секций. Сохранились лишь три нижних яруса театрона, облицованные плитами из белого известняка; остальные ярусы восстановлены в 1950-х годах. С одной стороны орхестры стояла статуя императора Коммода, а с другой — статуи императоров Константина и Максенция (уцелели лишь круглые базы с надписями). Схена, от здания которой почти ничего не осталось, достигала 40 м в длину и возвышалась над орхестрой на 2 м. В центре схены стоял круглый алтарь в честь бога Диониса, у которого совершались жертвоприношения перед представлениями. Здание схены было богато украшено колоннами и скульптурами. В IV веке н. э. театр был заброшен, и некоторые его фрагменты (колонны схены, мраморные плиты орхестры) были использованы при перестройке здания гимнасия.

#### Храмы
Среди других сооружений на территории Саламина — развалины храма Зевса, а также раннехристианских базилик Епифания и Кампанопетра.
В центре археологического комплекса находится «каменный форум» — длинная рыночная площадь древнего Саламина, агора. До нашего времени дошли барабаны колонн высотой до 9 м, а также обломки самих колонн коринфского ордера. В портиках за колоннадой находились лавки. Парадный вход на агору — пропилеи — располагался у северного конца площади и был образован пятью арками. В ранневизантийское время эти арки были частично включены в стену большой цистерны для хранения воды. Воды в цистерну поступала из источника Китрея (в 58 км к северо-западу от города) по акведуку, остатки которого сохранились за пределами археологического комплекса Саламина.
С юга к агоре примыкают руины храма Зевса, состоявшего из прямоугольной целлы с большим портиком. При раскопках была найдена надпись в честь Ливии, жены императора Августа; эта надпись позволила датировать возведение храма. К северу-западу от агоры находился форум — центр города в римское время. От форума остались привезённые из Нижнего Египта гранитные колонны (по ним это место называется также «гранитным форумом»).
Между форумом и агорой находилась большая базилика святого Епифания. Это семинефное здание было во второй половине IV века (позднее боковые нефы были объединены, так что нефов осталось пять). Внешние нефы разграничены четырёхгранными столбами, а центральный обрамлён взятыми из разрушенных римских зданий коринфскими колоннами. У южный апсиды стоит пустая гробница, предназначавшаяся, предположительно, для основателя храма — святого Епифания. В VII веке большая базилика была разрушена арабами, впоследствии на её месте была возведена церковь меньшего размера.
Ближе к морю находится ещё одна руинированная базилика IV века, Кампанопетра, — трёхнефное здание с нартексом и атриумом.

#### Стены
Со стороны суши Саламин был защищён стеной, остатки которой сохранились. Лучше сохранилась стена, построенная Констанцием II. Она опоясывает лишь центр классической Констанции (так, термы оказались далеко за её пределами).

### Комплекс гробниц

Карта городов-государств античного Кипра

За пределами бывших городских стен — раскопки царских гробниц VII—VI веков до н. э., а также более сотни гробниц знати, относящихся к VII—IV векам до н. э. В центре комплекса гробниц находится «тюрьма святой Екатерины», первоначально тоже гробница VIII века, перестроенная в римское время. Около VII века н. э. она была превращена в христианскую часовню. «Тюрьма» состоит из двух заглублённых в землю помещений, перекрытых полуциркулярным сводом. Устройство всех гробниц схоже. Находятся они в небольших углублениях; к фасаду с поверхности ведёт широкий коридор (дромос). Дромос плавно опускается к сложенный из крупных блоков камня погребальной камере. В некоторых гробницах открыто несколько погребальных камер (центральная и боковые); кроме того, в богатых гробницах камеры отделялись от дромоса колонным портиком. После погребения камеры закладывались крупными каменными плитами. Установлено, что гробницы использовались для повторных погребений; предположительно для захоронения нескольких поколений одной семьи. В гробницах археологи находили не только человеческие скелеты, но также скелеты коней и остатки колесниц. Согласно обычаю, восходящему к микенскому времени, тела умерших привозили к гробницам на колесницах; после погребения коней приносили в жертву и закапывали рядом с хозяином.
В одной из гробниц были сделаны особенно богатые находки, связанные с усилившимся в VIII—VII веках до н. э. восточным влиянием на Кипр. Помимо скелетов запряжённых в колесницы коней, были найдены фрагменты конской упряжи с изображавшим сфинксов и других фантастических существ рельефным орнаментом. Среди остатков двух тронов сохранились элементы облицовки из слоновой кости, украшенной рельефами с изображениями сфинксов и цветов лотоса. От погребального ложа осталась большая пластина из слоновой кости с изображением идущего сфинкса; на рельеф нанесены вставки из золота и синей стеклянной пасты. Художественная обработка пластины похожа на нимрудские рельефы. Был найден также большой бронзовый котёл с двенадцатью скульптурными протомами грифонов и сфинксов, напоминающие сиро-финикийские изделия.
В 1966 году было раскопано другое интересное сооружение — прямоугольная площадка для погребального костра. Среди золы были найдены наконечники копий и фрагменты щитов, остатки расписанных белой, синей, чёрной и красной красками сосудов, погребальные венки из золота и позолоченной бронзы, фрагменты глиняных статуй в натуральную величину. Пять хорошо проработанных скульптурных голов (четыре мужских и одна женская) навеяны работами Лисиппа.